# Isabella Corbellini
Isabella Corbellini (Piacenza, 23 luglio 1972) è una mezzofondista italiana.

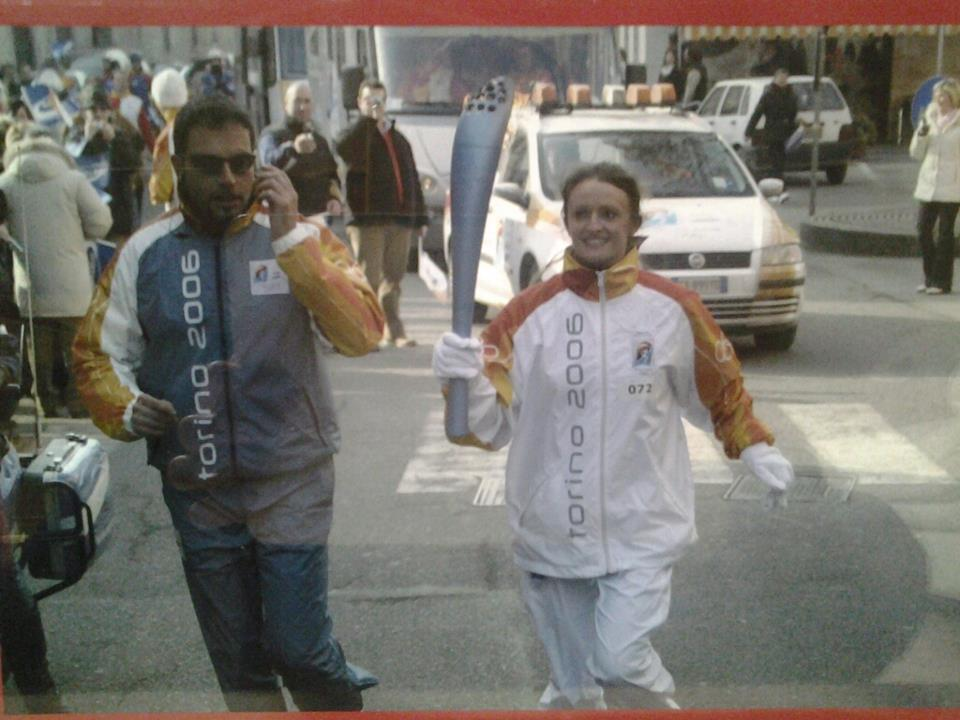
Tedofora Olimpica Torino 2006

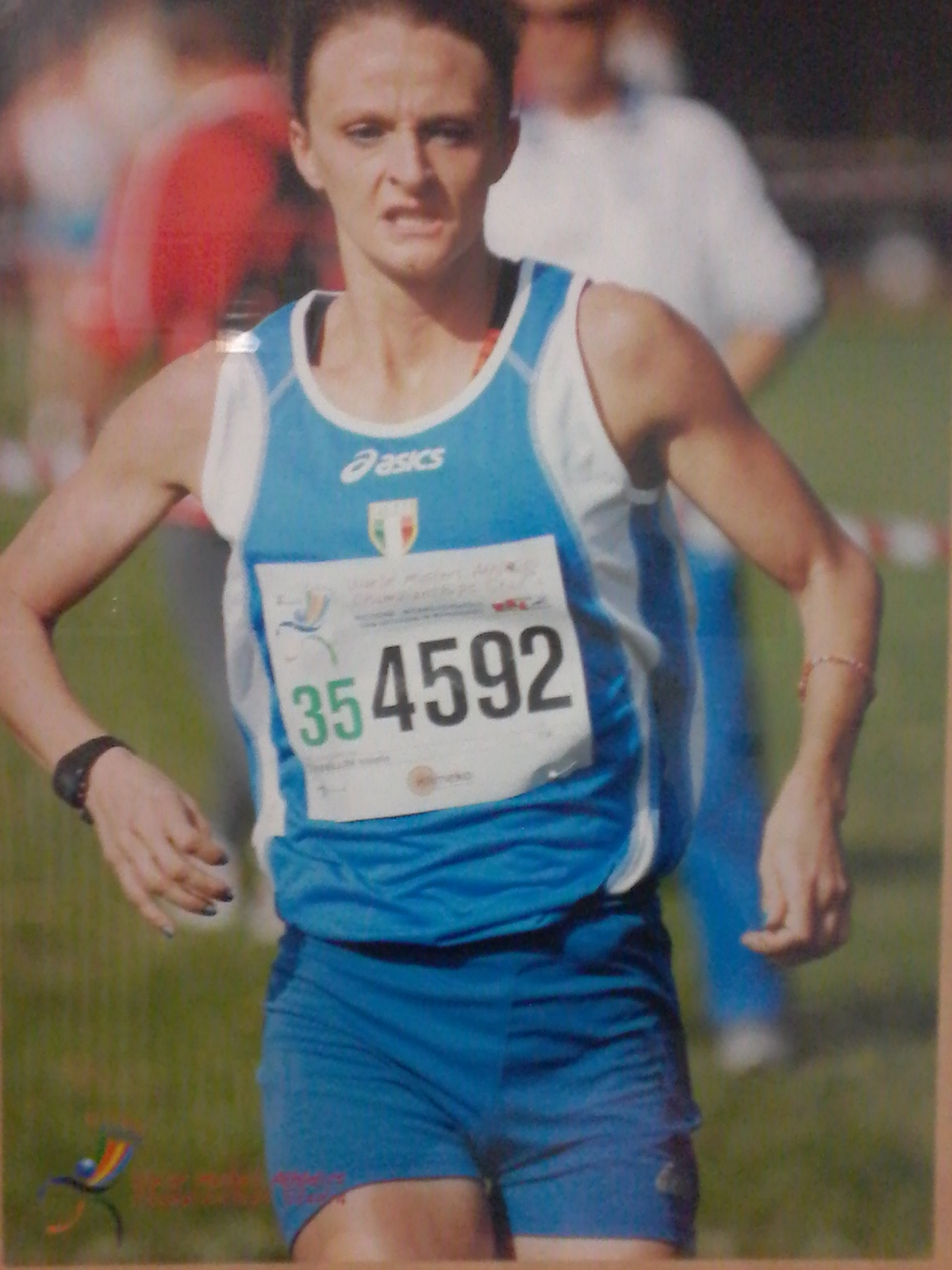
Mondiali Cross Country Riccione 2007 w35

Gareggia per la società Libertas Cadeo, ed è allenata dal tecnico piacentino Giuseppe Lommi.
Tedofora ai Giochi olimpici invernali di Torino 2006, è campionessa mondiale 2007 di cross a squadre w35, e vicecampionessa mondiale individuale 2007 di cross.
Argento alla competizione Mondiale su Strada Max Race (Udine 2007)

## Carriera
Alcuni dei suoi risultati:
- 4 volte campionessa italiana assoluta libertas (800 m, 1500 m, 3000 m, Cross)
- Vicecampionessa italiana under 23 nei 1500 m (1992) in 4.30.55
- 4ª assoluta ai campionati italiani assoluti indoor (1993) nei 1500 m in 4.28.38

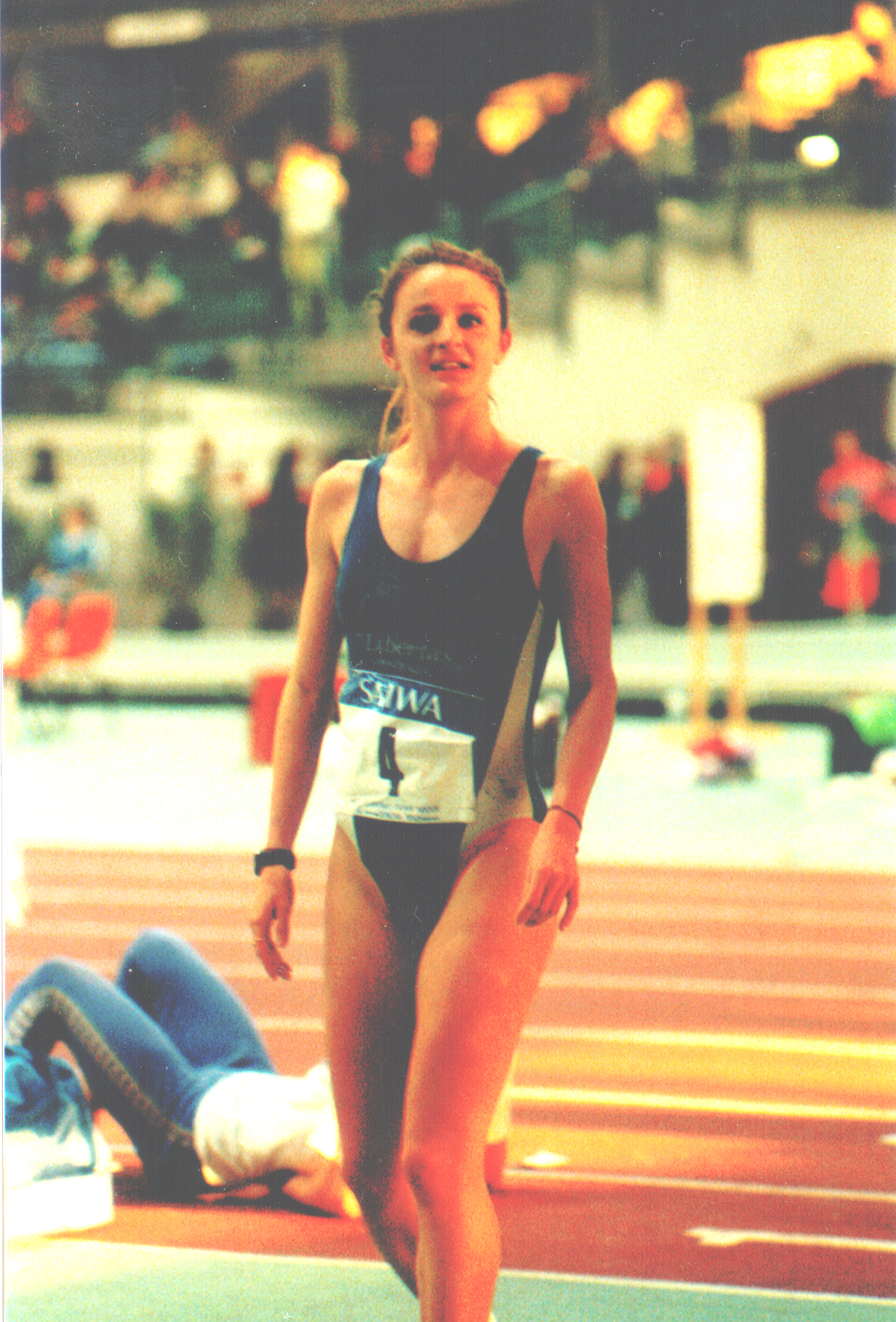
Campionati italiani Assoluti Indoor (Genova 14/02/1993),mt 1500

## Tempi personali
| Tempi assoluti |          |
| specialità     | tempo    |
| 800 m          | 2.10.2   |
| 1000 m         | 2.52.1   |
| 1500 m         | 4.28.02  |
| 3000 m         | 9.49.3   |
| 5000 m         | 17.52.05 |

### Competizioni nazionali

#### Campionati italiani assoluti individuali
- Bronzo Senigallia 1990 – 1000 m - Studenteschi
- Argento Rimini 1990 – 800 m - libertas
- Argento Torino 1992 – 1500 m - Under 23
- Oro Pordenone 1992 – 800 m - libertas
- 4º p. Genova 1993 – 1500 m - Indoor Assoluti
- 5º p. Verona 1993 – 800 m - Indoor Under 23
- 8º p. Cesenatico 1995 – 800 m -  Assoluti Cesenatico
- Oro Velletri 2003 – 3000 m - libertas
- Oro Castel Gandolfo 2004 - Cross - libertas
- Oro Fiuggi 2004 – 1500 m - libertas
- Bronzo Colle di Val d'Elsa 2006 – 1500 m - libertas

### Competizioni internazionali
nota: RM= record mondiale; RE= record europeo
| Mondiali Cross 2007           | 8 km Squadra Azzurra | 8 km Individuale |  |
| 2007 Riccione Italia          | Oro                  | Argento 27'56""  |  |
| Mondiali Strada Max Race 2007 | 2007 Udine Italia    | Argento 23'40" - |  |